# Мариян Огнянов
Мариян Огнянов е български футболист, полузащитник.
Огнянов е първият футболист, отбелязал гол за български отбор в Шампионската лига (на срещата Левски-Челси, завършила 1:3).

## Кариера
Роден в Лом на 30 юли 1988 г. и отначало играе в местния „Ромители“. Привлечен е при юношите на „Левски“. До лятото на 2006 г. има 7 мача в А група и 2 отбелязани гола (и двата във вратата на Спартак (Варна) през есента на 2004 г., при победата на „Левски“ с 4:1). Началото на 2009 г. преминава в Беласица под наем до края на сезона. През сезон 2010/11 играе по-често, записвайки 22 мача и 2 гола. 2012 г. подписва с Ботев (Пловдив). През 2020 г. се завръща в Левски (Лом).